# Гібралтар Фенікс
ФК «Гібралтар Фенікс» (англ. Gibraltar Phoenix Football Club) — футбольний клуб з Гібралтару, заснований 2011 року. Виступає в Прем'єр-дивізіоні Гібралтару. Домашні матчі приймає на стадіоні «Вікторія», потужністю 5 000 глядачів.